# Don Marshall (Eishockeyspieler)
Donald Robert „Don“ Marshall (* 23. März 1932 in Montréal, Québec; † 8. Oktober 2024 in Stuart, Florida, USA) war ein kanadischer Eishockeyspieler, der während seiner aktiven Karriere zwischen 1949 und 1972 unter anderem 1270 Spiele für die Canadiens de Montréal, New York Rangers, Buffalo Sabres und Toronto Maple Leafs in der National Hockey League (NHL) auf der Position des linken Flügelstürmers bestritten hat. Mit den Canadiens gewann er zwischen 1956 und 1960 fünfmal in Folge den Stanley Cup.

## Karriere
Marshall verbrachte seine Juniorenzeit zwischen 1949 und 1952 bei den Canadien junior de Montréal in der Ligue de hockey junior Québec (LHJQ). Mit den Junior Canadiens aus seiner Geburtsstadt gewann der Stürmer im Jahr 1950 den Memorial Cup. Noch während er im Juniorenbereich auflief, gab er im Verlauf der Saison 1950/51 sein Debüt für die Canadiens de Montréal in der National Hockey League (NHL). Seinen vollständigen Wechsel in den Profibereich vollzog der Angreifer im Sommer 1952 und beendete damit auch sein Engagement in den Sportarten American Football und Baseball.
Bei den Profis lief Marshall in seinem ersten Jahr für die Cincinnati Mohawks in der International Hockey League (IHL) auf. Mit den Mohawks gewann der Flügelstürmer am Ende der Saison 1952/53 den Turner Cup. zudem wurde er mit der James Gatschene Memorial Trophy als wertvollstem Spieler der Liga ausgezeichnet und ins First All-Star Team der Liga berufen. In der folgenden Spielzeit lief Marshall für die Buffalo Bisons in der American Hockey League (AHL) auf. Dort wurde er mit dem Dudley „Red“ Garrett Memorial Award als bestem Liganeuling erneut individuell bedacht. Mit Beginn des Spieljahres 1954/55 stand Marshall schließlich fest im Kader der Canadiens de Montréal, dem er bis zum Ende der Saison 1962/63 angehörte. Während dieser Zeit gewann der Stürmer zwischen 1956 und 1960 fünfmal in Folge den Stanley Cup mit den Canadiens. Darüber hinaus wurde er sechsmal zum NHL All-Star Game eingeladen.
Nachdem die erfolgreich Ära der Montréal Canadiens zu Ende gegangen war, wagte das Franchise im Sommer 1963 einen Neuanfang, wodurch Marshall zusammen mit Jacques Plante und Phil Goyette an die New York Rangers abgegeben wurde. Diese ließen dafür Dave Balon, Léon Rochefort, Len Ronson und Gump Worsley nach Montréal ziehen. Im Trikot der Rangers verbrachte der Defensivstürmer weitere sieben Jahre in der NHL und nahm 1968 zum siebten Mal am All-Star Game teil. Zudem wurde er am Ende der Saison 1966/67 ins NHL Second All-Star Team berufen. Im Sommer 1970 trennten sich die Rangers zwangsläufig von ihrem Spieler, da er im NHL Expansion Draft 1970 von den neu gegründeten Buffalo Sabres ausgewählt wurde. Obwohl Marshall am Ende der Saison 1970/71 viertbester Scorer des Teams war, verloren die Sabres ihn im Oktober 1971 durch den Intra-League Draft an die Toronto Maple Leafs. Dort verbrachte der inzwischen 39-Jährige seine letzte NHL-Spielzeit und beendete im Sommer 1972 seine aktive Karriere.
Marshall verstarb im Oktober 2024 im Alter von 92 Jahren an den Folgen einer COVID-19-Infektion in seiner Wahlheimat Stuart im US-Bundesstaat Florida.

## Erfolge und Auszeichnungen
| - 1950 Memorial-Cup-Gewinn mit den Canadien junior de Montréal - 1952 LHJQ First All-Star Team - 1953 Turner-Cup-Gewinn mit den Cincinnati Mohawks - 1953 James Gatschene Memorial Trophy - 1953 IHL First All-Star Team - 1954 Dudley „Red“ Garrett Memorial Award - 1956 Teilnahme am NHL All-Star Game - 1956 Stanley-Cup-Gewinn mit den Canadiens de Montréal - 1957 Teilnahme am NHL All-Star Game - 1957 Stanley-Cup-Gewinn mit den Canadiens de Montréal | - 1958 Teilnahme am NHL All-Star Game - 1959 Stanley-Cup-Gewinn mit den Canadiens de Montréal - 1959 Teilnahme am NHL All-Star Game - 1950 Stanley-Cup-Gewinn mit den Canadiens de Montréal - 1960 Teilnahme am NHL All-Star Game - 1960 Stanley-Cup-Gewinn mit den Canadiens de Montréal - 1961 Teilnahme am NHL All-Star Game - 1967 NHL Second All-Star Team - 1968 Teilnahme am NHL All-Star Game |

## Karrierestatistik
(Legende zur Spielerstatistik: Sp oder GP = absolvierte Spiele; T oder G = erzielte Tore; V oder A = erzielte Assists; Pkt oder Pts = erzielte Scorerpunkte; SM oder PIM = erhaltene Strafminuten; +/− = Plus/Minus-Bilanz; PP = erzielte Überzahltore; SH = erzielte Unterzahltore; GW = erzielte Siegtore; 1 Play-downs/Relegation; Kursiv: Statistik nicht vollständig)